# Pojatno
Pojatno je naselje u Zaprešiću s približno 1160 stanovnika, koje je većinom smješteno uz glavnu ulicu Matije Gupca. Naselje je udaljeno 25 km od Zagreba, glavnog grada Hrvatske, i proteže se uz rijeku Krapinu.
Poštanski broj pripada uredu Zaprešić, broja 10290.
Zahvaljujući dobrim vezama sa Zagrebom, Zaprešićem, Krapinom te ostalim okolnim mjestima i vrlo bogatim sadržajima u okolici, stanovništvo se iz godine u godinu bilježi brojčani porast.
Uz osnovnu školu Pojatno, nalazi se i vrtić te stomatološka ambulanta.
Svake godine slavi se dan Pojatna na blagdan srca Isusova.
Do Pojatna je moguće doći javnim prijevozom iz Zagreba i Zaprešića, ZET-ovim autobusom iz Zaprešića ili vlakom HŽ-a iz Zagreba, te automobilom po Zagorskoj magistrali.

## Stanovništvo
| broj stanovnika | 362   | 410   | 403   | 495   | 554   | 651   | 655   | 692   | 689   | 719   | 818   | 837   | 958   | 1013  | 1157  | 1213  | 1154  |
|                 | 1857. | 1869. | 1880. | 1890. | 1900. | 1910. | 1921. | 1931. | 1948. | 1953. | 1961. | 1971. | 1981. | 1991. | 2001. | 2011. | 2021. |

## Udruge
U Pojatnu djeluje nekoliko udruga:
- Pojatno wireless (www.pojatnowireless.hr)
- Dobrovoljno vatrogasno društvo Pojatno
- Pjevački zbor Pojatno

## Sport
- NK Croatia Pojatno

## Vanjske poveznice
- Pojatno  Arhivirana inačica izvorne stranice od 25. travnja 2012. (Wayback Machine)